# Ctenitis seramensis
Ctenitis seramensis är en träjonväxtart som beskrevs av Holtt. Ctenitis seramensis ingår i släktet Ctenitis och familjen Dryopteridaceae. Inga underarter finns listade.